# Seborga
Seborga (lig. Seborca) – miasteczko w północno-zachodnich Włoszech, w regionie Liguria, w prowincji Imperia, w Alpach Liguryjskich. Słynie z bycia tzw. mikronacją, czyli symbolicznego deklarowania od 1954 roku niepodległości jako Księstwo Seborgi. Według danych z końca 2010 roku Seborgę zamieszkuje 319 osób, w tym 37 (11,6%) cudzoziemców.
Dzieje Seborgi sięgają VIII wieku, kiedy była to wieś należąca do hrabiów Ventimiglii. W 954 roku hrabia Guido podarował ją benedyktynom z Lérins. Od 1181 roku miejscowość była przedmiotem sporu między opactwem a Republiką Genui – formalnie Seborga, jak i inne dobra benedyktyńskie, pozostawała w granicach tego państwa, nigdy jednak nie sprawowało ono realnej władzy nad tym obszarem. W 1729 roku Seborgę kupił Wiktor Amadeusz II, książę Piemontu i król Sardynii. Jako część państwa sardyńskiego Seborga w 1861 roku znalazła się w Królestwie Włoch.

## Księstwo Seborgi
W 1954 roku grupa mieszkańców ogłosiła symboliczną niepodległość, powołując się na miejscową tradycję mówiącą o tym, że kupno miasteczka przez Sardynię w 1729 roku nie miało mocy prawnej, a więc Seborga zachowała wtedy swoją niezależność, ponieważ z kolei nie brała samodzielnego udziału w zjednoczeniu Włoch, nie można jej formalnie uznać za część państwa włoskiego. W 1963 roku prezes miejscowej spółdzielni ogrodniczej, Giorgio Carbone, ogłosił się księciem Jerzym I. „Panował” do swojej śmierci w październiku 2009 roku. Po nim na księcia został wybrany przedsiębiorca Marcello Menegatto (książę Marceli I), jednak w 2019 abdykował. Obecną „głową Seborgi” jest Nina Menegatto (księżna Nina I).
W latach 90. XX wieku przyjęto „konstytucję” (Statuti Generali), rozpoczęto emisję lokalnej waluty luigino (emitowanej wcześniej już w latach 1666–1671 i ponownie od 1995 roku; można nią płacić w kilku sklepach i lokalach; posiada ona sztywny kurs 1 Luigino = 6 dolarów amerykańskich) i znaczków pocztowych, przyjęto oficjalną dewizę (Sub Umbra Sedi – pol. Usiadłem w cieniu) i skomponowano hymn (La Speranza – pol. Nadzieja), na wjeździe ustawiono symboliczne budki graniczne, a nawet powołano „armię” (Corpo della Guardia, pol. korpus strażników) składającą się z jednego żołnierza. W nieformalnym referendum przeprowadzonym 23 kwietnia 1995 roku. 304 spośród 308 mieszkańców poparło „niepodległość”.
W myśl „konstytucji” głową państwa jest książę wybierany w demokratycznych wyborach na siedmioletnią kadencję. Władzę ustawodawczą sprawuje Rada Przeorów, składająca się z obywateli urodzonych, ochrzczonych i mieszkających w Sebordze. Organem sprawującym władzę wykonawczą jest Tajna Rada, składająca się z księcia i dziewięciu ministrów, z czego pięciu jest wybieranych na drodze demokratycznych wyborów.
Samozwańcza niepodległość sprawiła, że miasteczko cieszy się dużym zainteresowaniem ze strony turystów. Dzięki rozwojowi turystyki odrestaurowane zostało historyczne centrum miasta. Władze włoskie przychylnie patrzą na Księstwo Seborgi, bowiem jego funkcjonowanie w żaden sposób nie przeszkadza działalności organów publicznych, a mieszkańcy w pełni wywiązują się ze swoich obowiązków wobec państwa.
Księstwo obejmuje obszar miasteczka Seborga i tereny je okalające o łącznej powierzchni 14 km².